# Желтов, Михаил Павлович
Михаил Павлович Желтов (19 февраля 1945, дер. Нижарово, Янтиковский район, Чувашская АССР, РСФСР, СССР — 19 ноября 2021, Чебоксары, Чувашская Республика, Российская Федерация) — чувашский писатель, журналист, доцент (2001), доктор философских наук (2006), член Союза журналистов СССР (1988), член Союза писателей Российской Федерации (1992)

## Биография
Михаил Желтов родился в чувашской деревне Нижарово (чув. Сӑхӑтпуç) Янтиковского района Чувашской АССР.

## Научные работы
- Желтов, М. П. Пурăнăç философийĕ: [вĕренÿ пособийĕ] / Михаил Желтов. — Шупашкар, 2008. — 103 с.
- Желтов, М. П. Чăваш халăх философийĕ: спецкурс / М. П. Желтов. — Шупашкар, 2009. — 111 с.
- Желтов, М. П. Картина мира как основа этногенеза: (монографи) / М. П. Желтов. — Чебоксары, 2012. — 104 с.
- Желтов, М. П. Практическая философия: учебное пособие [для студ. II—III курсов факультета чувашской филологии и культуры], Чебоксары, 2009.
- Желтов, М. П. Отношение «человек-земля» : монография / М. П. Желтов. — Йошкар-Ола, 2005. — 210 с.
- Желтов, М. П. Сущностные отношения «Человек — Земля» : автореф. дис. на соиск. учен. степ. д-ра филос. наук : Спец.(09.00.01) — Онтология и теория познания, 09.00.11 — Социальная философия / Желтов М. П. — Чебоксары : ЧГУ им. И. Н. Ульянова, 2005. — 42 с. — Библиогр.: с. 41-42.
- Желтов М. П., Фрагменты этнической картины мира земледельцев Поволжья : [монография] / М. П. Желтов, В. П. Желтов. Чебоксары, 2015. — 127 с.

## Художественные произведения
- Асамлӑ алгоритм : фантастикӑлла-приключенилле повесть, калавсем / Михаил Сунтал. — Шупашкар, 1994. — 143 с.
- Аҫа ҫапнӑ чун : повеҫсем, калавсем, юмахсем / М. П. Сунтал. — Шупашкар, 1997. — 188 с.
- Икĕ тĕнче хушшинче [Текст] : фантастикăллă повеçсем / Михаил Сунтал. — Шупашкар, 2009. — 225 с.
- Кун хыççăн кун [Текст] : [сăвăсем] / Михаил Сунтал — Шупашкар, 2010. — 99 с.
- Малтанхи сăвăсем [Текст] / Михаил Сунтал — Шупашкар, 2009. — 92 с.
- Мӑнту вӑрттӑнлӑхӗ: калавпа фантастикӑллӑ повесть: [вӑтам тата аслӑ ҫулхи шкул ачисем валли], Шупашкар, 2011.
- Ҫул ҫинче ҫырнӑ сӑвӑсем / Михаил Сунтал. — Шупашкар, 2009. — 92 с.
- Çул çинче çырнă сăвăсем [Текст] / Михаил Сунтал. — Шупашкар, 2009. — 92 с.
- Тĕнче умĕнче [Текст] : сăвăсем, Шупашкар, 2009.
- Хуп хушшинчи сăвăсем, Шупашкар, 2009.
- Шурӑ чул: [сӑвӑсем], Шупашкар, 2011.